# Mangatokerau (rivière)
La rivière Mangatokerau  (en anglais : Mangatokerau River) est un cours d’eau de la région de Gisborne dans l’Île du Nord de la  Nouvelle-Zélande.

## Géographie
Elle s’écoule vers le sud-est pour rencontrer le fleuve Uawa, qu’elle rejoint à 7 km de son embouchure dans la baie de Tolaga .